# Nesta
|  | Per a altres significats, vegeu «Alessandro Nesta». |

Nesta (abans coneguda com a NESTA, National Endowment for Science, Technology and the Arts, acrònim en anglès de Dotació Nacional per a la Ciència, la Tecnologia i les Arts) és una fundació centrada en la innovació basada en el Regne Unit.
Nesta va ser fundada originalment amb una dotació de 250 £ de la Loteria Nacional del Regne Unit. La dotació és s'ha mantingut en fideïcomís, i Nesta n'utilitza els interessos derivats per portar a terme els seus projectes.

## Història
L'antiga NESTA va ser fundada el 1998 per una dotació independent establerta per una Llei del Parlament del Regne Unit.
El 14 d'octubre de 2010 el Govern va anunciar que transfereixi l'estatus de l'antiga NESTA d'un executiu de cos públic no departamental a un de caràcter benèfic.
L'1 d'abril de 2012, l'antiga NESTA va completar la transició a cos benèfic, canviant el seu nom a Nesta, i ometent el títol llarg original.

## Administració
El president del consell d'administració és John Gieve i l'executiu en cap és Geoff Mulgan.

## Activisme polític
En el marc del projecte D-CENT van donar suport a les campanyes de comunicació de Podem i Barcelona en Comú, guanyant aquest últim grup l'alcaldia de Barcelona el 2015.